# Říše (biologie)

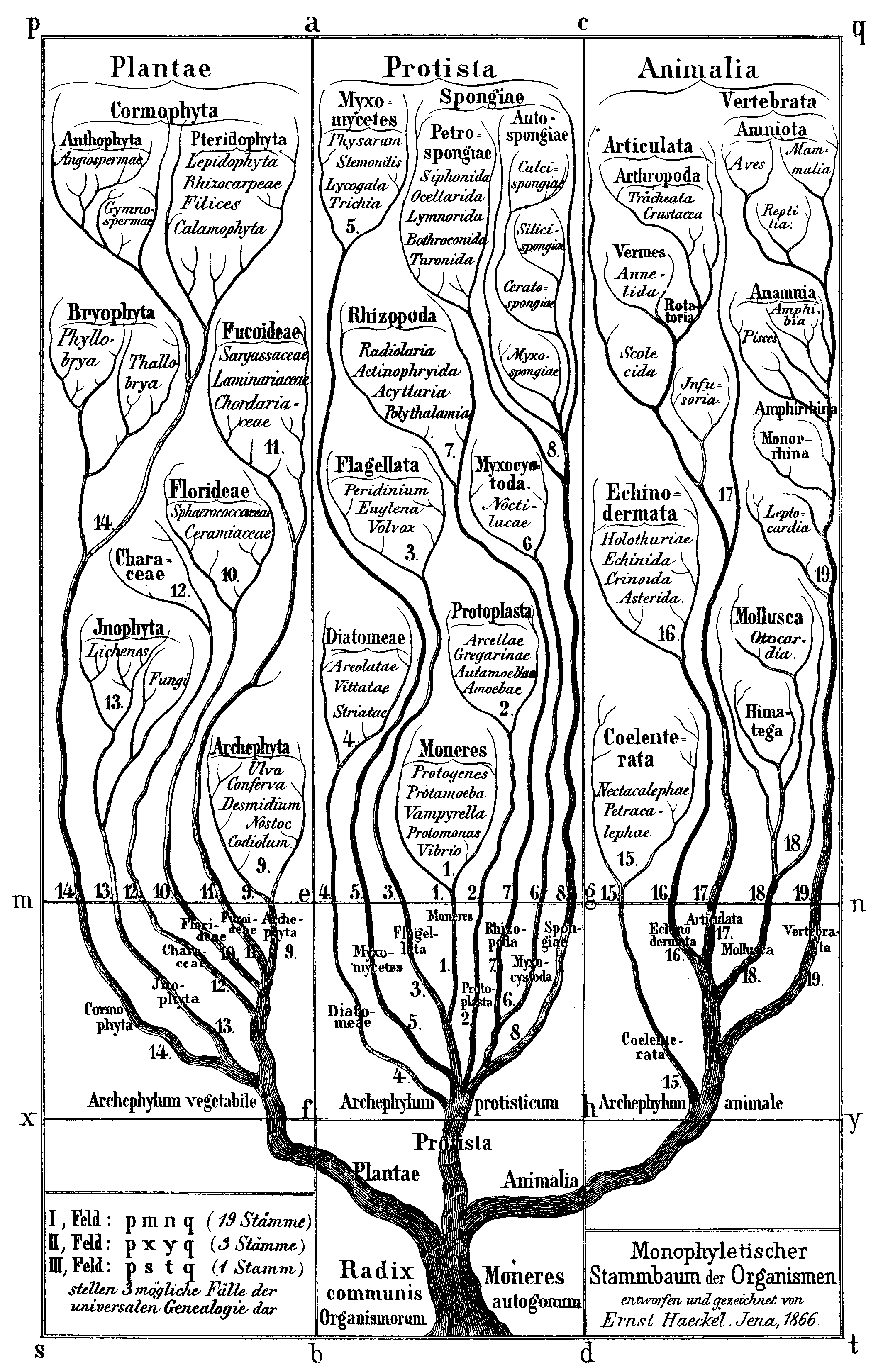
Klasifikace dle Ernsta Haeckela s 3 říšemi (Plantae, Protista, Animalia) ve vydání z roku 1866 v knize Generelle Morphologie der Organismen)

Říše (latinsky regnum) je nejvyšší základní taxonomická kategorie hierarchické klasifikace organismů, tvořená kmeny (phyllum).
Na samém počátku taxonomie se rozlišovaly dvě říše:
- rostliny (Plantae)
- živočichové (Animalia).

Klasické starší rozdělení organismů do pěti říší:
- prokaryotní (Monera)
- prvoci (Protozoa)
- rostliny (Plantae)
- houby (Fungi)
- živočichové (Animalia)

bylo později doplněno o novou říši 
- chromisté (Chromista)

přičemž prokaryotní říše byla povýšena na samostatnou nadříši a posléze rozdělena do dvou domén:
- bakterie (Bacteria)
- Archea (Archaea)

a zbývající říše zahrnuty do třetí domény – eukaryota (Eukaryota/Eukarya).
Další rozdělení viz systematika.

## Historie
| Linnaeus 1735 2 říše | Haeckel 1866 3 říše | Chatton 1937 2 říše | Copeland 1956 4 říše | Whittaker 1969 5 říší | Woese et al. 1977 6 říší | Woese et al. 1990 3 domény |
| -------------------- | ------------------- | ------------------- | -------------------- | --------------------- | ------------------------ | -------------------------- |
|                      | Protista            | Prokaryota          | Monera               | Monera                | Eubacteria               | Bacteria                   |
| Archaebacteria       | Protista            | Prokaryota          | Monera               | Monera                | Archaea                  |                            |
| Eukaryota            | Protista            | Protista            | Protista             | Protista              | Eukarya                  |                            |
| Eukaryota            | Vegetabilia         | Protista            | Plantae              | Fungi                 | Eukarya                  | Fungi                      |
| Eukaryota            | Vegetabilia         | Plantae             | Plantae              | Plantae               | Eukarya                  | Plantae                    |
| Eukaryota            | Animalia            | Animalia            | Animalia             | Animalia              | Eukarya                  | Animalia                   |

## Říše u nebuněčných organismů
Říše se používá jako klasifikační úroveň také u nebuněčných organismů (Acytota syn. Aphanobionta).
Aktuální (r. 2021) klasifikace rozlišuje 10 říší, zahrnujících viry, viroidy a satelitní nukleové kyseliny:
- Bamfordvirae
- Helvetiavirae
- Heunggongvirae
- Loebvirae
- Orthornavirae
- Pararnavirae
- Sangervirae
- Shotokuvirae
- Trapavirae
- Zilligvirae